# Пам'ятник Лесю Курбасу (Київ)
Пам'ятник Лесю Курбасу в Києві — пам'ятник українському актору, режисеру, основоположнику національного модерного театру, що розташований по Прорізній вулиці у сквері поблизу будинку № 8. Неподалік у будівлі, що тепер має № 17, містився Молодий театр, яким Лесь Курбас керував. Пам'ятник був відкритий 1 квітня 2002 року.
Автори — скульптор Микола Рапай та архітектор В'ячеслав Дормидонтов.

## Опис
Пам'ятник розташований посеред скверу на забрукованому майданчику з двома широкими сходами та напівкруглим у плані парапетом. Являє собою бронзову постать митця на повний зріст влаштовану на шестигранному постаменті з сірого граніту. Режисер зображений сидячи на віденському стільці у вільній позі закинувши ногу на ногу. Скульптура виконана в реалістичній манері з детальним відтворенням рис зовнішності. На постаменті прокреслено ім'я.

### Розміри
Висота скульптури становить 2,10 м, плінта — 0,12 м, постаменту — 0,88 м.